# Idioma chittagonio
El chittagonio o chittagoniano (চাটগাঁইয়া Caṭgãia, চিটাইঙ্গা) es un idioma indoario hablado en partes de Chittagong, ael Este de Bangladesh. Sus hablantes se identifican con la cultura bengalí y el  bengalí como lengua literaria, pero los dos no son  mutuamente inteligibles. Es mutuamente inteligible con el rohinyá y en menor medida con el noakhailla. Se estima que en 2009 el chittagonio tiene entre 13 y 16 millones de hablantes, principalmente en Bangladesh.

## Clasificación
El chittagonio es un miembro de la sub-rama bengalí-asamesa del grupo oriental de lenguas indoarias, de la familia indoeuropea. Se remonta al indoario medio oriental que viene del antiguo indoario y en última instancia del  protoindoeuropeo. (Grierson, 1903) agrupó los dialectos de chittagonio como "bengalí sudoriental" junto a   los dialectos de noakhailla y akyab. (Chatterji, 1926) coloca al chittagonio en el grupo vangiya (bengalí oriental) del prácrito magadhi y señala que todos los dialectos bengalíes eran independientes entre sí y no emanaban del bengalí literario llamado "sadhu bhasha". Entre los diferentes grupos de dialectos de estos dialectos orientales, el chittagonio tiene propiedades fonéticas y morfológicas que son ajenas al bengalí estándar y otros dialectos occidentales del bengalí.

## Fonología

### Consonantes
|                          |                          | Labial | Dental/ alveolar | Retrofleja | Palatal | Velar | Glotal |
| ------------------------ | ------------------------ | ------ | ---------------- | ---------- | ------- | ----- | ------ |
| Oclusiva                 | Sorda                    | p      | t̪                | ʈ          |         | k     |        |
| Oclusiva                 | Aspirada                 | pʰ     | t̪ʰ               | ʈʰ         |         | kʰ    |        |
| Oclusiva                 | Sonora                   | b      | d̪                | ɖ          |         | ɡ     |        |
| Oclusiva                 | Murmurada                | bʱ     | d̪ʱ               | ɖʱ         |         | ɡʱ    |        |
| Africada                 | Sorda                    |        | ts               |            | tɕ      |       |        |
| Africada                 | Aspirada                 |        |                  |            | tɕʰ     |       |        |
| Africada                 | Sonora                   |        |                  |            | dʑ      |       |        |
| Africada                 | Murmurada                |        |                  |            | dʑʱ     |       |        |
| Fricativa                | Sorda                    | f~ɸ    | s                |            | ʃ       | x     | h      |
| Fricativa                | Sonora                   |        | z                |            |         | ɣ     |        |
| Nasal                    | Nasal                    | m      | n                |            |         | ŋ     |        |
| Vibrante múltiple/simple | Vibrante múltiple/simple |        | ɾ~r              | ɽ          |         |       |        |
| Aproximante              | lateral                  |        | l                |            |         |       |        |
| Aproximante              | central                  | (w)    |                  |            | (j)     |       |        |

- Las aproximantes [w j] solo se escuchan como alófonos de vocales /i u/.
- /ts/ puede tener un alófono post-alveolar de [tʃ].
- /ʃ/ puede tener un alófono de [ç].
- /f/ puede tener un alófono bilabial de [ɸ] .[9]

### Vocales
|             | Anterior | Central | Posterior |
| ----------- | -------- | ------- | --------- |
| Cerrada     | i        |         | u         |
| Semicerrada | e        |         | o         |
| Semiabierta | (ɛ)      |         | ɔ         |
| Abierta     | æ        | a       |           |

- La nasalización ocurre por siete vocales /ĩ ẽ æ̃ ã ɔ̃ õ ũ/.
- [ɛ] se escucha como un alófono de /æ/.[10]

## Sistema de escritura
El alfabeto árabe era históricamente utilizado para escribir este idioma. 
El alfabeto bengalí (bengalí lipi) y la escritura latina se utilizan para escribir este idioma actualmente.
Gboard para  Android incluye el teclado chittagongio.